# Kyōko Kuroda
Kyōko Kuroda (jap. 黒田 今日子, Kuroda Kyōko; * 8. Mai 1970) ist eine ehemalige japanische Fußballspielerin.

## Karriere
Sie begann ihre Karriere bei Prima Ham FC Kunoichi.
Im Jahr 1989 debütierte Kuroda für die japanischen Nationalmannschaft. Sie wurde in den Kader der Weltmeisterschaft der Frauen 1991 berufen. Insgesamt bestritt sie 21 Länderspiele für Japan.

## Errungene Titel
- Nihon Joshi Soccer League Bester Spieler: 1991